# ألموتشويل
بلدية ألموتشويل (بالإسبانية: Almochuel) هي بلدية تقع في مقاطعة سرقسطة التابعة لمنطقة أراغون شمال شرق إسبانيا.

## الديموغرافيا
بلغ عدد سكان بلدية ألموتشويل 37 نسمة عام 2011 (وفقاً للمعهد الوطني الإسباني للإحصاء).
| 45 | 45 | 51 | 42 | 40 | 29 | 37 |